# FC Lengnau
FC Lengnau ist ein Schweizer Fussballklub aus Lengnau BE, der in den 1950ern in der Nationalliga B spielte. Der 1924 gegründete Verein hatte per 1. Januar 2009 324 Mitglieder.

## Geschichte
Der Fussballclub Lengnau wurde am 13. Mai 1924 gegründet. Nach Jahren in der 4. und 3. Liga stieg der FCL in der Saison 1943/44 in die 2. Liga auf. Unter Trainer Erich Voumard schaffte der Verein in der Saison 1945/46 den Aufstieg in die 1. Liga. In der gleichen Saison besiegte der Verein im Schweizer Cup den Nationalliga-B-Club SC Derendingen, schied jedoch in der nächsten Runde gegen Urania Genève Sport aus. Im Jahr 1948 übernahm Erich Rüegsegger die Leitung der Ersten Mannschaft. Unter ihm gewann der FCL ein Cupspiel gegen den Nationalliga-A-Verein Young Fellows Zürich und erreichte den 2. Schlussrang. Nach zwei Trainerwechseln wurde der FC Lengnau unter Trainer Bruno Wyss in der Saison 1954/55 Gruppensieger der Zentralgruppe und stieg in die Nationalliga B auf. Dort verblieb der FCL bis zur Saison 1959/60 und erreichte zwischenzeitlich die Viertelfinale des Schweizer Cups, bis der Verein wieder in die 1. Liga absteigen musste und nach der Saison 1962/63 in die 2. Liga.
Nach mehreren Saisons in der 2. Liga stieg der FC Lengnau unter Bernhard Lander 1983 wieder in die 1. Liga auf. In der Saison 1985/86 besiegte der Club den amtierenden Cupsieger FC Aarau und erreichte das Viertelfinale. Nach zahlreichen Abgängen, unter anderem von Erich Hänzi, kehrte der FCL 1987 in die 2. Liga zurück und stieg 1992 in die 3. Liga ab.
Die Jugendabteilung des FC Lengnau ist seit 2006 mit der des FC Pieterlen zusammen.

## Bekannte Spieler
- Pascal Renfer
- Erich Hänzi